# Tell Me You Love Me (album)
Tell Me You Love Me is het zesde studioalbum van de Amerikaanse zangeres Demi Lovato. Het album werd uitgebracht op 29 september 2017 onder leiding van Island Records, Safehouse Records en Hollywood Records. Hoewel het duidelijk om een pop-album gaat, zijn er ook r&b-invloeden. Lovato werkte voor het album samen met verschillende producers, waaronder David Massey, Oak Felder, Stint en John Hill. Ze beschrijft Tell Me You Love Me als meer ‘soulful’, in vergelijking met haar vorige albums. Lovato vertelde in verschillende interviews dat ze vooral werd geïnspireerd door Christina Aguilera, Aretha Franklin en Kehlani.
Het album behandelt thema’s zoals het verwerken van relatiebreuken, het loslaten van vroegere gebeurtenissen en personen en het alleen leven. Op 11 juli 2017 werd "Sorry Not Sorry" uitgebracht als eerste single van het album. Het liedje werd meteen Lovato's succesvolste single, met een piek op nummer 6 van de Billboard Hot 100 hitlijst in de Verenigde Staten. Verder werd "Sorry Not Sorry" ook gecertificeerd als triple platinum door de Recording Industry Association of America. Het titelnummer "Tell Me You Love Me" werd in november uitgebracht als tweede single.
Tell Me You Love Me ontving tal van positieve recensies van muziekcritici, waarbij vooral de productie en de emotie in Lovato’s vocale uitvoering uitvoerig werden benadrukt. Verder beschreven critici het album als het beste werk in haar carrière. Tell Me You Love Me bereikte de top tien in tal van verschillende landen wereldwijd, met een piek op nummer 3 in de Billboard 200-hitlijst in de Verenigde Staten. Lovato promootte het album via verschillende gast- en tv-optredens en startte de Tell Me You Love Me wereldtournee in 2018.

## Ontwikkeling
Na de release van Lovato's vijfde studioalbum Confident in oktober 2015 vertelde ze aan Latina dat haar volgende album een “meer soulvolle sfeer” zou hebben. In oktober 2016 maakte de zangeres via Twitter bekend dat ze in 2017 een pauze zou inlassen wat betreft muziek: “Ik ben niet gemaakt voor deze wereld en de vele media-aandacht”. In augustus 2017 onthulde ze aan Mike Adam dat ze na haar inzet voor verschillende goede doelen opnieuw herboren was en opnieuw muziek zou beginnen maken. Lovato vertelde dat ze een titel en releasedatum had gekozen, maar dat ze op dat moment nog geen informatie mocht vrijgeven.
Lovato vertelde MTV News diezelfde maand dat ze voor Tell Me You Love Me werd beïnvloed door vele artiesten, waaronder Aretha Franklin, Christina Aguilera en Kehlani. Ze verklaarde dat het album sterk geïnspireerd werd door Aguilera’s album Stripped en beschreef het als "een breakout-album dat haar heeft getransformeerd tot de persoon die ze nu is". Lovato verklaarde dat ze samenwerkte met producers Pharrell Williams en Mike Will Made It, maar dat hun werk niet op het album te horen zou zijn.

## Release en promotie
Op 23 augustus 2017 plaatste Lovato een video van 18 seconden op haar officiële Twitter-account. In de video zingt ze het titelnummer "Tell Me You Love Me" in een opnamestudio, terwijl de camera steeds dichterbij komt. Het lijkt alsof het beeldmateriaal op Lovato's oog wordt weerspiegeld, terwijl verder wordt ingezoomd en de albumcover van de standaardeditie wordt onthuld; een zwart-witte close-upfoto van haar gezicht met daaronder de albumtitel. De cover wordt vervolgens gedimd om de releasedatum, 29 september 2017, bekend te maken. Samen met de video en de releasedatum kondigde Lovato ook aan dat het album vanaf 24 augustus 2017 om middernacht beschikbaar zou zijn voor pre-order. Op 13 september 2017 werd met behulp van vele fans op Twitter de tracklist onthuld.
Op 29 september 2017 werd de release van het album gevierd via een livestream-event met VEVO. Tijdens het event gaf ze meer informatie over de verschillende liedjes en bracht ze een akoestische versie van Sorry Not Sorry en Tell Me You Love Me. Lovato werkte samen met het audio-technologiebedrijf JBL om een pop-up-expositie te organiseren in New York. Hiervoor werd onder andere een beroep gedaan op de hedendaagse schilder Lora Zombie die zorgde voor aangepaste muurschilderingen geïnspireerd op het album.
Op 26 oktober 2017 kondigde Lovato aan dat ze in 2018 op tournee gaat met DJ Khaled. Tijdens de American Music Awards 2017 maakte ze bekend dat de Amerikaanse r&b-zangeres Kehlani de openingsact van de tour zou worden. De tour start op 26 februari 2018 in San Diego. De laatste show staat momenteel gepland op 27 november 2018 in Fortaleza. Lovato zal ook nog optreden op Rock In Rio Lisboa op 24 juni 2018, dit is bovendien het eerste concert van de zangeres in Portugal.

## Samenstelling van het album
Voor Tell Me You Love Me gebruikte Lovato r&b invloeden om zo een meer volwassen geluid te creëren. In een interview vertelde ze dat ze het belangrijk vond om de "kracht van haar stem" zo puur mogelijk te laten overkomen. Naast r&b invloeden, liet Lovato zichzelf ook inspireren door soul, zoals ze uitlegde aan Time Magazine. Door de combinatie van soul en r&b slaagde ze erin perfect weer te geven hoe ze zich voelde. Stephen Thomas Erlewine van AllMusic vertelt dat "hoewel er sporen van traditionele soul in het album verwerk zijn, de productie erg modern is, gevuld met elektrische flair en hip-hopritmes".
Het album wordt ingeleid met de eerste single "Sorry Not Sorry". Dit liedje bevat verschillende gesynthetiseerde effecten, zoals geklap, geknipper, club-synths en een vervormde basstem. Deze effecten worden onderschept door een zware baslijn, hip-hop beats, minimale pianotonen en achtergrondzang. Elias Leight van Rolling Stone magazine merkte op dat Lovato erin slaagde om de lege stukken in het lied op te vullen met haar “niet verontschuldigingen” en zo de wraakzuchtige kracht van iemand laat horen die weet dat zijn acties gerechtvaardigd zijn. Volgens de zangeres is Sorry Not Sorry voor de haters, met als boodschap "Weet je wat? Ik voel me nu super en sorry dat het me niet spijt dat jij je leven op dit moment misschien niet helemaal geweldig vindt".
Het titelnummer "Tell Me You Love Me" is geïnspireerd door gospel en wordt door Jeff Benjamin van Fuse omschreven als een “blooming balad”. Het is instrumentaal compleet met hoorns, drums, geklap en wah-wah gitaarlijnen. Lovato legde aan Billboard uit dat het liedje gaat over "de kwetsbaarheid die mensen ervaren op het moment ze uit een serieuze relatie stappen en de moeilijke tijd die daarna volgt". Ook vertelt ze dat de regels "You ain't nobody 'til you got somebody" een grote misvatting oproepen.
Het derde nummer "Sexy Dirty Love" is eerder uptempo. Het lied bevat niet enkel invloeden uit muziekstijlen van de jaren 1980 en 1990, maar combineert ook funk en disco met “old school” r&b en electro. Mike Wass van Idolator associeerde het nummer met het FutureSex/Lovesound album van Justin Timberlake. Sexy Dirty Love vertelt het verhaal van een romantische ontmoeting via het internet, waarbij Lovato in de eerste strofe zingt over haar fantasieën via de telefoon.
"You Don't Do It For Me Anymore" is een traag tempo liedje, waarbij Lovato gebruikmaakt van haar hogere stemregister in crescendo. In het lied wordt haar stem ondersteund door snaren en maatslag. De kracht van haar stem werd als fantastisch beschreven door Billboards Rob Arcand. Het lied weerspiegelt een negatieve relatie uit het verleden, waarbij sprake is van een "slechte" partner. Lovato geeft in het lied aan dat zijn aanwezigheid niet meer zo noodzakelijk is als voordien. Hoewel het lied is geschreven vanuit het perspectief van een relatie die net over is, legde Lovato uit dat het een terugblik is naar haar persoonlijke worstelingen en verslavingen: "Ik zong het lied met heel veel emotie, omdat het me deed denken aan mijn relatie mijn mijn oude zelf, waar ik nu geen relatie meer mee heb".
"Daddy Issues" is voorzien van een elektronische beat. Lovato zingt over een verschrikkelijke intieme affaire met een oudere man, waarbij ze uitlegt dat ze enkele problemen heeft en bepaald gedrag vertoont vanwege de relatie met haar vader. In een interview met BBC News bekende ze dat de tekst geïnspireerd was op haar eigen ervaringen. De synthpop-productie bevat zware synth-drops en keyboardeffecten.
In "Ruin the Friendship" zingt Lovato over een speciale vriend met wie ze de vriendschap op een romantisch niveau wil krijgen. Volgens vele fans gaat het lied over Nick Jonas een collega en vriend die Lovato maakte tijdens haar jaren bij Disney Channel. Lovato’s stem wordt ondersteund door een basgitaar en tenorsaxofoon. Het refrein wordt begeleid door een melodische blazerssectie die doet denken aan jazzmuziek.
"Only Forever" is een melancholische song waarin Lovato beschrijft hoe ze wil dat haar crush een eerste stap onderneemt. Lovato beschouwt het lied als een vervolg op "Ruin the Friendship" vanwege de boodschap: “Geef iemand kansen die levenslang meegaan”. Verder heeft het lied ook een connectie met haar persoonlijke ervaringen. Gedurende het nummer lijkt Lovato’s stem te resoneren over een minimale baslijn.
"Lonely" is een duet met rapper Lil Wayne. In het lied is Lovato de protagonist die zingt over haar boosheid en teleurstelling over het gedrag van haar partner. Wayne beantwoordt de verzen met gelijkaardige gevoelens. De productie voor dit lied werd uitgevoerd door DJ Mustard en bevat verschillende synths en een verborgen minimalistische beat.
"Cry Baby" is een downtempo ballad met invloeden van rock n’ roll muziek. In het lied wordt gebruik gemaakt van een piano, snaren, basdrums en elektrische gitaar. Lovato zingt over het ervaren van een dramatische romantische situatie, waarbij haar sterke persoonlijkheid wordt afgewisseld met de fragiele, kwetsbare zijde die iedereen ook weleens ervaart. In het refrein zingt ze dat hoewel haar hart erg moeilijk te breken is, iemand erin slaagde het te breken en haar te laten huilen.
Volgens Lovato gaat "Games" over het spelen van spelletjes in de vorm van flirten. In het lied beschrijft ze hoe het aanvoelde om terug zo’n spelletjes te spelen en te daten na de breuk van een lange relatie. Volgens critici bevat het lied enkele ‘trap’ invloeden.
"Concentrate" en "Hitchhiker" zijn midtempo-nummers, waarbij vooral vooral gitaren te horen zijn. "Concentrate" is eerder sensueel. Lovato zingt over hoe ze afgeleid wordt door de lust voor haar minnaar. Mike Wass van Idolator's beschrijft het als een flirt tussen het spirituele en het expliciete. Tell Me You Love Me’s laatste nummer "Hitchhiker" is een optimistisch liefdeslied over het nemen van een emotionele sprong in het onbekende.

## Singles
“Sorry Not Sorry” werd uitgebracht als eerste single van het album op 11 juli 2017. Het werd geschreven door Demi Lovato, Oak Felder, Sean Douglas, Trevor Brown en William Zaire Simmons. De song werd geproduceerd door Oak Felder, Trevor Brown en William Zaire Simmons. Het nummer bereikte zijn hoogtepunt op nummer 6 in de Billboard Hot 100, waardoor het meteen Lovato’s populairste single ooit werd.
Het titelnummer van het album Tell Me You Love Me werd uitgebracht als eerste promotionele single van het album samen met de pre-order op 24 augustus 2017. Nadat het nummer als single werd aangekondigd, debuteerde het later een hoogtepunt op nummer 53 op de Billboard Hot 100-charts. Het lied werd uitgebracht als tweede single van het album op 14 november 2017.

### Promotionele singles
"You Don't Do It for Me Anymore" verscheen als tweede promotionele single van het album op 8 september 2017. Van de single werden 12.757 exemplaren verkocht in de eerste week na uitbrenging.
De derde promotionele single van het album werd “Sexy Dirty Love” en werd uitgebracht op 22 september 2017. Van de single werden 8.486 exemplaren verkocht in de eerste week.

## Kritische Ontvangst
Tell Me You Love Me ontving over het algemeen positieve recensies van muziekrecensenten. Op Metacritic, een recensent die telkens genormaliseerde beoordelingen toekent op een schaal tot 100, kreeg het album een score van 72.
Jamieson Cox van Pitchfork schreef dat “Lovato eindelijk in een consistente en aantrekkelijke situatie is beland waarbij sprake is van een van flirterige r&b die zowel groots als ingetogen kan zijn. Hij voegde toe dat het album uitnodigt om Demi te leren kennen.
Stephen Thomas Erlewine van AllMusic schreef dat het album "erin slaagt elke diva-beweging van Demi te doorlopen". Er is sprake van r&b, soul, verleidelijke songs, maar zeker en vast ook fantastische ballades’. Hierdoor kreeg het album een score van 3,5 op 5.
De Herald Sun beoordeelde het album met een 3,5 op een schaal van 4. Hij beschreef het album als "indrukwekkend" en vond "Daddy Issues" het beste nummer.
Mike Nied van Idolator gaf het album een 4 op een schaal van 5 en verklaarde dat Demi eindelijk weet hoe ze haar spot kan veroveren. Volgens hem heeft Demi eindelijk haar stem gevonden, waardoor er in plaats van één of twee hits eindelijk sprake is van een album vol hits. Het album onderscheidt zich als haar meest samenhangende en sterkste werk. Het album werd zelfs vergeleken met Christina Aguilera’s Stripped.
Aidin Vaziri van de San Francisco Chronicle beschreef het album uiterst positief. Volgens hem "concurreert Demi met de diva's als Kelly Clarkson en Christina Aguilera". Verder schrijft hij dat Demi voor niets of niemand bang is en de haters op hun plaats zet. Mikael Wood van de Los Angeles Times prees de liedjes van het album als "aanstekelijk, grappig, sexy en gedurfd". Verder schreef hij dat Tell Me You Love Me een zangeres uitstraalt die weet waar ze mee bezig is en wat haar doel is. Tim Snatc van Entertainment Weekly vindt dat het album voor een deel lijdt door zijn "overmatig vocaal vuurwerk". Hij gaf het album een B-rating en beschreef de eerste songs van het album als de beste. Hiernaast gaf hij aan dat het het titelnummer fantastisch vond. Maura Johnston van het poptijdschrift Rolling Stone vindt dat het album een beetje stil blijft staan binnen hetzelfde genre. Later gaf ze commentaar op langzame nummers zoals "Concentrate".
Op 4 december 2017 bekroonde het tijdschrift Time de beste albums van 2017 en gaf het Tell Me You Love Me een eervolle vermelding. Het album werd beschreven als "het stappen uit de comfort zone en het creëren van een nieuwe wegen".

### Eindejaarslijsten
| Recensent         | Lijst                                         | nummer    | Ref.   |
| ----------------- | --------------------------------------------- | --------- | ------ |
| AllMusic          | Favoriete Pop Album - AllMusic 2017 in Review | geen rank | [ 20 ] |
| Billboard         | 50 Beste Albums van 2017: Critics' Picks      | 40        | [ 21 ] |
| Los Angeles Times | Mikael Wood's top 10-albums van 2017          | geen rank | [ 22 ] |
| People            | 10 Beste Albums van 2017                      | 6         | [ 23 ] |
| PopSugar          | Beste Albums van 2017                         | 10        | [ 24 ] |
| Rolling Stone     | 20 Beste Pop Albums van 2017                  | 15        | [ 25 ] |
| Thrillist         | Beste Albums van 2017                         | 11        | [ 26 ] |

## Commerciële optredens
In het Verenigd Koninkrijk debuteerde Tell Me You Love Me op 5 in de albumhitlijsten. Daarmee haalde Demi de titel van hoogste album van een artiest uit de Verenigde Staten in de UK. Het album behaalde de 8ste plaats in Australië en werd haar tweede top 10-album in de ARIA Albumlijst nadat Confident nummer drie bereikte. Het album pronkte op nummer 3 in de Amerikaanse Billboard 200 met 75.000 verkochte albums, waarvan 48 000 pure (offline) verkopen bestond. Verder is dit het 5de album van Demi Lovato dat de hitlijsten binnenstroomt op nummer 5. Sinds april 2018 heeft het record meer dan 1.000.000 gelijkaardige exemplaren verkocht in de Verenigde Staten. In Canada kwam het album binnen op nummer 4 en werd het haar vijfde opeenvolgende album om de top vijf van het land te bereiken.

## Tracklijst
| Nr. | Titel                          | Duur |
| --- | ------------------------------ | ---- |
| 1.  | Sorry Not Sorry                |      |
| 2.  | Tell Me You Love Me            |      |
| 3.  | Sexy Dirty Love                |      |
| 4.  | You Don't Do It for Me Anymore |      |
| 5.  | Daddy Issues                   |      |
| 6.  | Ruin the Friendship            |      |
| 7.  | Only Forever                   |      |
| 8.  | Lonely                         |      |
| 9.  | Cry Baby                       |      |
| 10. | Games                          |      |
| 11. | Concentrate                    |      |
| 12. | Hitchhiker                     |      |

| Nr. | Titel                                                                         | Duur |
| --- | ----------------------------------------------------------------------------- | ---- |
| 13. | Instruction (Jax Jones featuring Demi Lovato and Stefflon Don)                |      |
| 14. | Sorry Not Sorry (Acoustic)                                                    |      |
| 15. | No Promises (Cheat Codes song) (Acoustic) (Cheat Codes featuring Demi Lovato) |      |

### Artiest en muzikanten
- - Demi Lovato – Hoofd artiest
  - Lil Wayne – extra artiest (lied 8)
  - Stefflon Don – extra artiest (lied 13)
  - Jax Jones – extra artiest (lied13)
  - Cheat Codes – extra artiest (lied 15)
  - Jonathan Asperil – elektrische gitaar (lied 14)
  - Laurhan Beato – alto (lied 14)
  - Nelson Beato – tenor (lied 14)
  - Daro Behroozi – tenor saxofoon (lied 6)
  - "Downtown" Trevor Brown – extra stem (lied 3)
  - Carl L. Carter – percussie (lied 14), drum (lied 14)
  - Deonis "Pumah" Cook – tenor (lied 14)
  - Charity "CherryD" Davis – achtergrond vocals (lied 14)
  - Quishima Dixon – alto (lied 14)
  - Sean Douglas – achtergrond vocals (lied 1)
  - Thomas Drayton – bass (lied 11-12)
  - Warren "Oak" Felder – keyboards (lied 1, 3), extra vocals (lied 3), synthesizer (lied 3, 5), akoestische gitaar (lied 5)
  - Joshua Gawel – trompet (lied 6)
  - John Hill – drums (lied 2), bass (lied 2), gitaar (lied 2), hoorn (lied 2), piano (lied 2)
  - Kevin Hissink – gitaar (lied 9), bass (lied 9)
  - Jonas Jeberg – alle instrumenten (lied 4)
  - Jax Jones – drums (lied 13), synths (lied 13)
  - Zaire Koalo – extra vocals (lied 1, 3)
  - Kirby Lauryen – achtergrond vocals (lied 2)
  - Ayani Layli – achtergrond vocals (lied 14)
  - MNEK – achtergrond vocals (lied 13)
  - Dave Palmer – keyboards (lied 2)
  - Bennett Paysinger – Hammond B3 (lied 14)
  - Andrew Portes – bass (lied 6)
  - Lenny "The Ox" Reece – drums (lied 6)
  - Steven "Styles" Rodriguez – piano (lied 14), Fender Rhodes (lied 14), Hammond B3 (lied 14), electric guitar (lied 14)
  - Whitney Rollins – sopraan (lied 14)
  - Adam Ross – akoestische gitaar (lied 14)
  - Sermstyle – keyboards (lied 9)
  - Sir Nolan – alle instrumenten (lied 17)
  - Stint – drums (lied 2), bass (lied 2), gitaar (lied 2), hoorn (lied 2), piano (lied 2)
  - Adam Tressler – gitaar (liedjes 11-12)
  - Danielle Withers – sopraan (lied 14)
  - Ido Zmishlany – gitaar (lied 6), keyboards (lied 6), percussie (lied 6), piano (lied 6